# Chris Schweizer
Chris Schweizer est un auteur de bande dessinée américain né en 1980.
Entre 2008 et 2012, Oni Press publie trois volumes de Crogan's Adventure, série retraçant l'histoire d'une famille fictionnelle prévue en 16 tomes. En 2015 et 2016, Abrams publie trois volumes de The Creeps, une série humoristique destinée à la jeunesse.

## Publications en français
- Pirates des Caraïbes (scénario), avec Joe Flood (dessin), Hachette, coll. « Disney Comics », 2 vol., 2017.

### Documentation
- (en) Chris Schweizer et Stan Sakai, « Conversation: Stan Sakai & Chris Schweizer », The Comics Journal, Fantagraphics Books, no 300,‎ novembre 2009, p. 220-235 (ISBN 978-1-60699-187-9, ISSN 0194-7869).